# Форт Мюциг
Форт Мюциг, также известный как Крепость кайзера Вильгельма II (нем. Feste Kaiser Wilhelm II) — германская крепость, расположенная у города Мюциг в Эльзасе.
Решение о постройке крепости было принято в январе 1893 года императором Вильгельмом II. Она должна была защищать долину Рейна от любого наступления французской армии в Эльзасе. Строительство крепости было закончено только в 1916 году, но ещё в 1895 году она была официально названа в честь кайзера Вильгельма II. 
После изобретения мелинита, значительно более мощного, чем порох, потребовалось строить более прочные укрепления. Форт Мюциг стал первой германской крепостью из железобетона и послужил прототипом для многих других крепостей.
Новаторским был и план крепости. На площади 254 гектара была построена разветвлённая система оборонительных сооружений, связанных подземными ходами. Она включала орудийные батареи, 22 бронебашни, укрытия, наблюдательные пункты. В крепости могли находиться до 7000 человек личного состава. 
К началу Первой мировой войны форт Мюциг был самой мощной германской крепостью. Однако никакой значительной роли в войне он не сыграл. В августе 1914 года французы подошли к крепости, но быстро были отброшены от неё. После этого боёв вблизи крепости не было.
После войны Эльзас был возвращён Франции, и форт Мюциг перешёл в ведение французской армии. 
Во время Второй мировой войны французы оставили его без боя. Когда его уже заняли немцы, то по ошибке по нему нанесли бомбовый удар люфтваффе, в результате чего погибли свыше 70 немецких солдат.
В ноябре 1944 года форт заняла американская 3-я пехотная дивизия, немцы сдались после короткого сопротивления.
После войны форт использовался французской армией, в 1980 году там разместили радиолокационный комплекс. 
В 1985 году начались реставрационные работы с целью превратить форт в музей. В настоящее время отведено под музейный комплекс и предоставлено для осмотра 10% всей территории крепости. Сохранились подземные казармы, вентиляционные шахты, система водоснабжения с колодцами,  электростанция, кухни, пекарня, госпиталь. Музейный маршрут включает 2 км подземных переходов и лестниц. 